# Ichthyococcus
Ichthyococcus ist eine Gattung kleiner Tiefseefische aus der Ordnung Maulstachler (Stomiiformes), die weltweit in fast allen großen Meeresregionen vorkommt.

## Merkmale
Ichthyococcus-Arten erreichen eine maximale Standardlänge von 5 bis 13 Zentimeter. Ihre in Proportion zum Kopf übergroßen Augen sind röhrenförmig und schräg nach oben gerichtet. Die in einer Reihe angeordneten Zähne in Ober- und Unterkiefer sind winzig. Gaumen und Zunge sind zahnlos. Die Leuchtorgane sind mittelgroß bis groß. Die dorsale Fettflosse ist lang und niedrig. Auch vor der Afterflosse kann eine kleine Fettflosse vorhanden sein. Die Basis der Afterflosse ist kürzer oder gleich lang wie die Basis der Rückenflosse. Sie beginnt deutlich hinter der Rückenflosse. Die Bauchflossen befinden sich hinter dem Ansatz der Rückenflosse.

## Arten
Es gibt sieben Arten:
- Ichthyococcus australis Mukhacheva, 1980
- Ichthyococcus elongatus Imai, 1941
- Ichthyococcus intermedius Mukhacheva, 1980
- Ichthyococcus irregularis Rechnitzer & Böhlke, 1958
- Ichthyococcus ovatus (Cocco, 1838)
- Ichthyococcus parini Mukhacheva, 1980
- Ichthyococcus polli Blache, 1963

## Systematik
Die Gattung Ichthyococcus wurde 1840 durch den französischen Zoologen Charles Lucien Jules Laurent Bonaparte eingeführt. Sie wurde 1974 durch den US-amerikanischen Ichthyologen Stanley H. Weitzman in die Familie der Leuchtfische (Phosichthyidae) gestellt, für die jedoch keine morphologischen Apomorphien angegeben wurden und die sich in morphologischen Untersuchungen als Paraphylum herausgestellt hat. Ichthyococcus wurde deshalb Anfang 2025 in die Familie Stomiidae verschoben.